# ATC kód B05
ATC kód B05 Náhrady plazmy a perfúzní roztoky je hlavní terapeutická skupina anatomické skupiny B. Krev a krvetvorné orgány.

## B05A Krev, krevní deriváty a náhrady plazmy

### B05AA Krevní deriváty, frakce plazmatických bílkovin, náhrady plazmy
B05AA01 Albumin
B05AA05 Dextran
B05AA06 Želatinové přípravky
B05AA07 Hydroxyethylškrob

## B05B Intravenózní roztoky

### B05BA Roztoky pro parenterální výživu
B05BA01 Aminokyseliny
B05BA02 Tukové emulze
B05BA03 Sacharidy
B05BA10 Kombinace

### B05BB Roztoky ovlivňující rovnováhu elektrolytů
B05BB01 Elektrolyty
B05BB02 Elektrolyty se sacharidy

### B05BC Irigační roztoky
B05BC01 Mannitol

## B05D Peritoneální dialýza

### B05DA Izotonické roztoky
B05DA Peritoneální dialýza,izotonické roztoky

### B05DB Hypertonické roztoky
B05DB Peritoneální dialýza,hypertonické roztoky

## B05X Aditiva k intravenózním roztokům

### B05XA Roztoky elektrolytů
B05XA01 Chlorid draselný
B05XA02 Hydrogenuhličitan sodný
B05XA03 Chlorid sodný
B05XA16 Kardioplegické roztoky
B05XA30 Kombinace elektrolytů
B05XA31 Elektrolyty v kombinaci s jinými léčivy

### B05XB Aminokyseliny
B05XB01 Chlorid argininu
B05XB02 Alanyl glutamin

### B05XC Vitaminy
B05XC VitamIny

## B05Z Hemodialyzační a hemofiltrační roztoky

### B05ZB Hemofiltráty
B05ZB Hemofiltráty

## Poznámka
- Registrované léčivé přípravky na území České republiky.
- Informační zdroj: Státní ústav pro kontrolu léčiv, Všeobecná zdravotní pojišťovna.